# Hybozelodes pictus
Hybozelodes pictus là một loài ruồi trong họ Asilidae. Hybozelodes pictus được Hermann miêu tả năm 1912. Loài này phân bố ở vùng Tân nhiệt đới.